# Kegelrobbe
Die Kegelrobbe (Halichoerus grypus) ist neben dem Seehund die zweite an deutschen Küsten verbreitete Robbenart und daneben das größte in Deutschland freilebend vorkommende Raubtier (bis zu 300 kg schwer und 2,5 Meter groß). Der Name leitet sich von den kegelförmigen Zähnen und der Kopfform der Robbe ab.

## Merkmale
Vom Seehund unterscheidet sich die Kegelrobbe durch ihre viel massigere Gestalt. Außerdem haben Seehunde einen rundlichen, Kegelrobben einen eher spitz zulaufenden Kopf. Die Männchen sind auf dunkelgrauem Grund hell gefleckt, Weibchen dagegen sind dunkelgrau gefleckt auf silbergrauem Grund. Jungtiere kommen mit einem weißen Embryonalhaar (Lanugo) zur Welt, das nach etwa fünf Wochen durch normales Fell ersetzt wird.
Mit einer Größe von 230 Zentimetern und einem Gewicht von 220 Kilogramm ist eine männliche Kegelrobbe deutlich größer als ein Seehund, aber auch als eine weibliche Kegelrobbe (180 cm, 150 kg). Männchen haben außerdem eine größere Nase als Weibchen. Der Geschlechtsdimorphismus ist nur bei wenigen Hundsrobben so ausgeprägt.

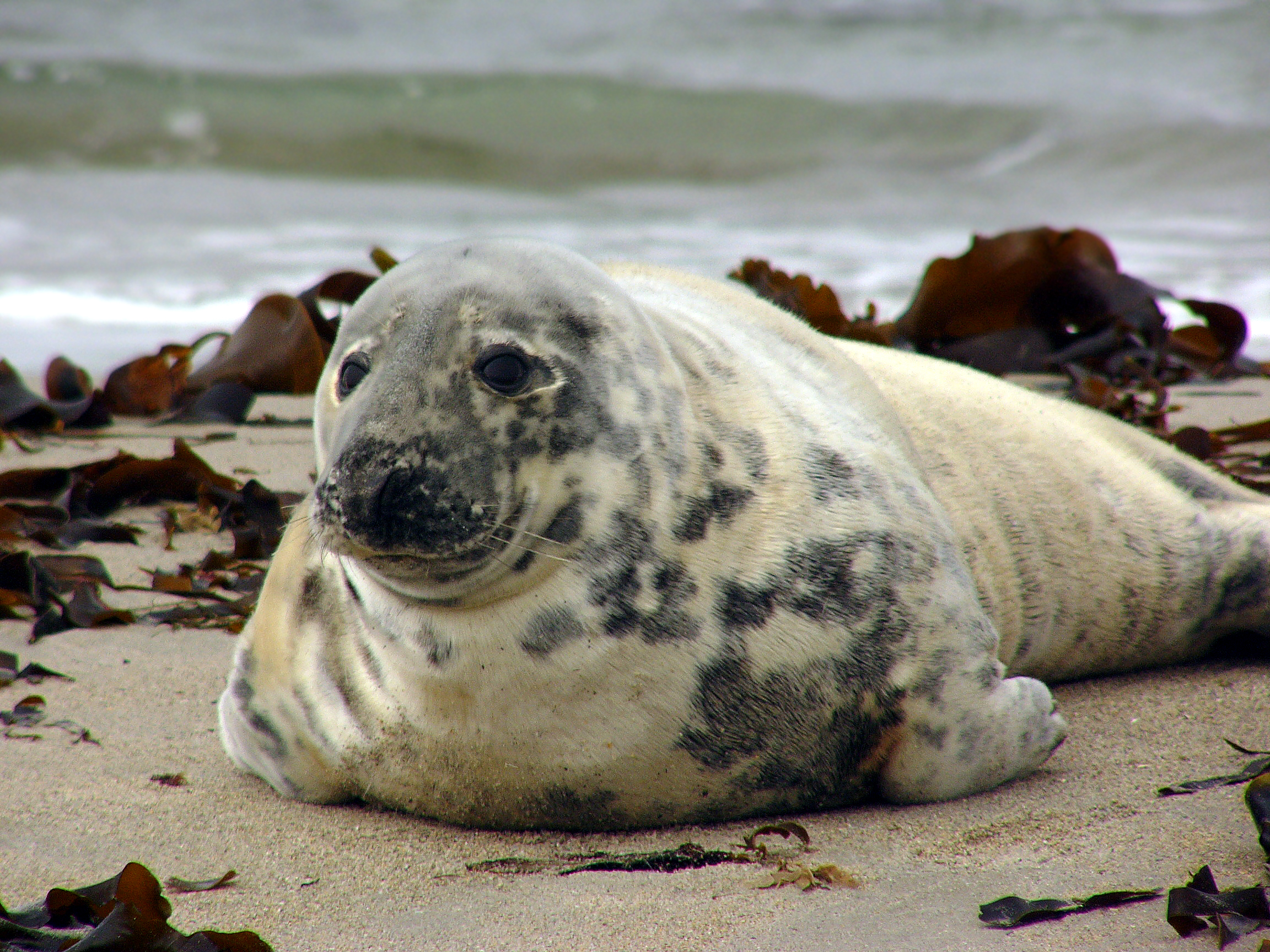
Weibliche Kegelrobbe
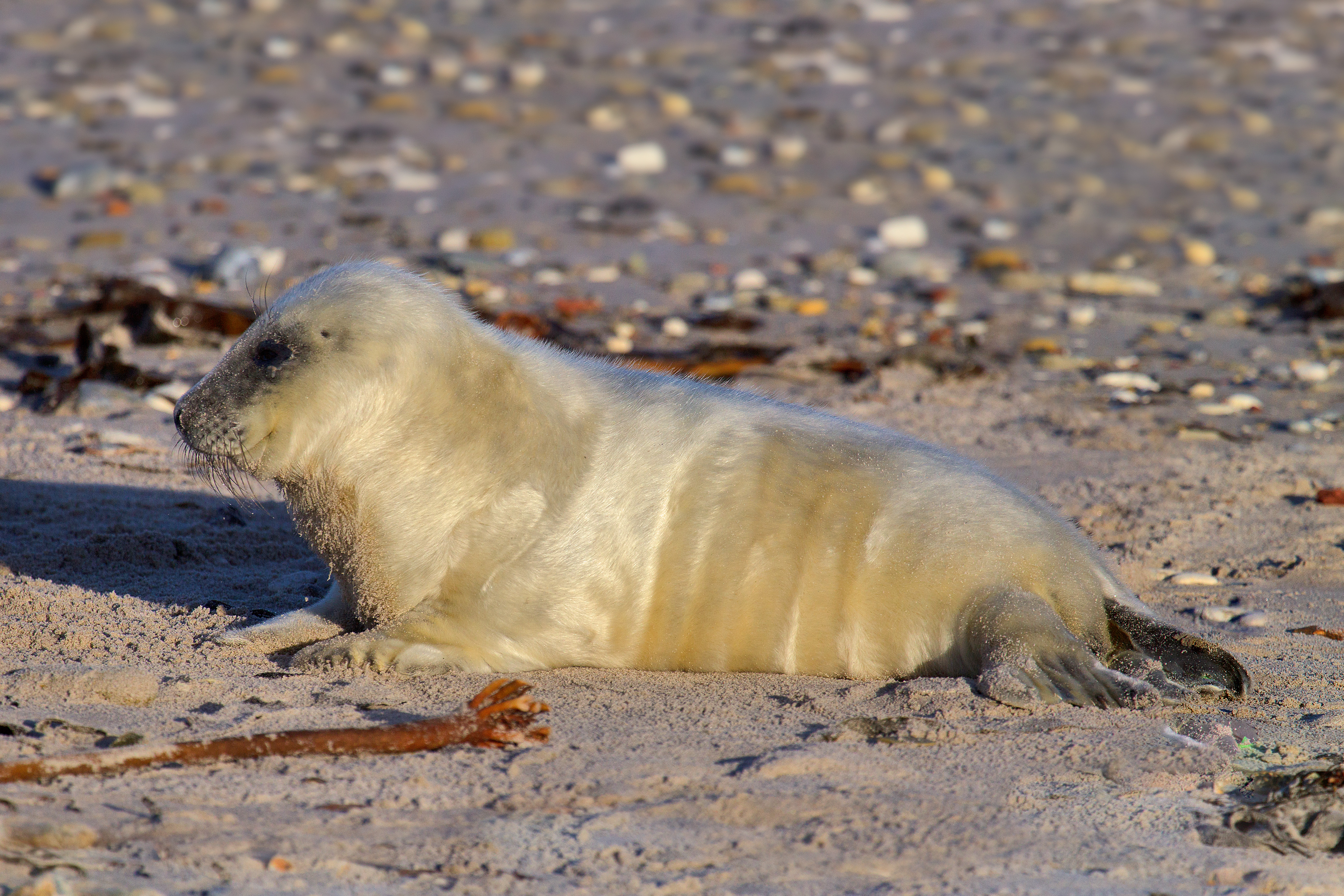
3 Tage alte Kegelrobbe
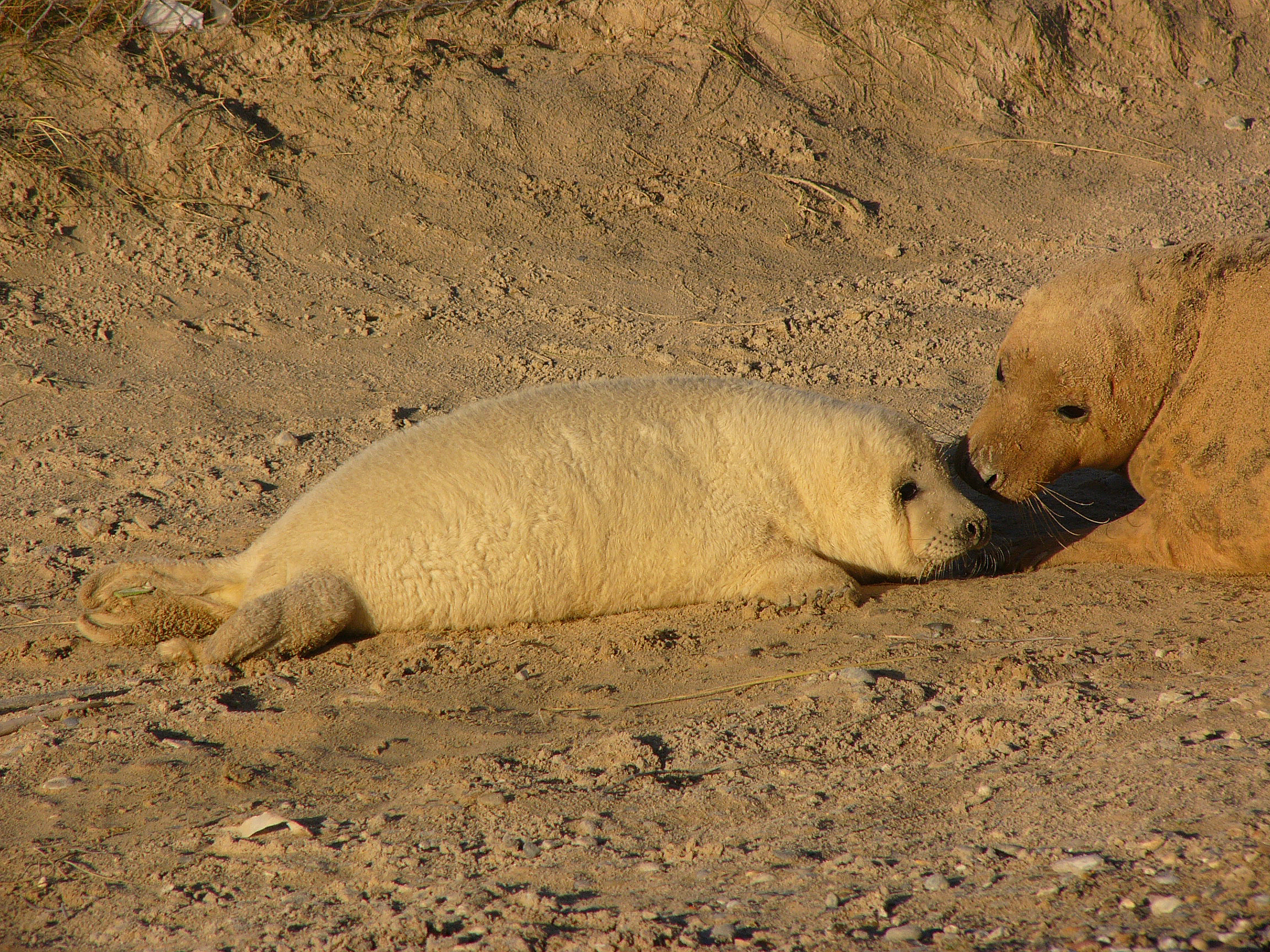
10 Tage altes Jungtier
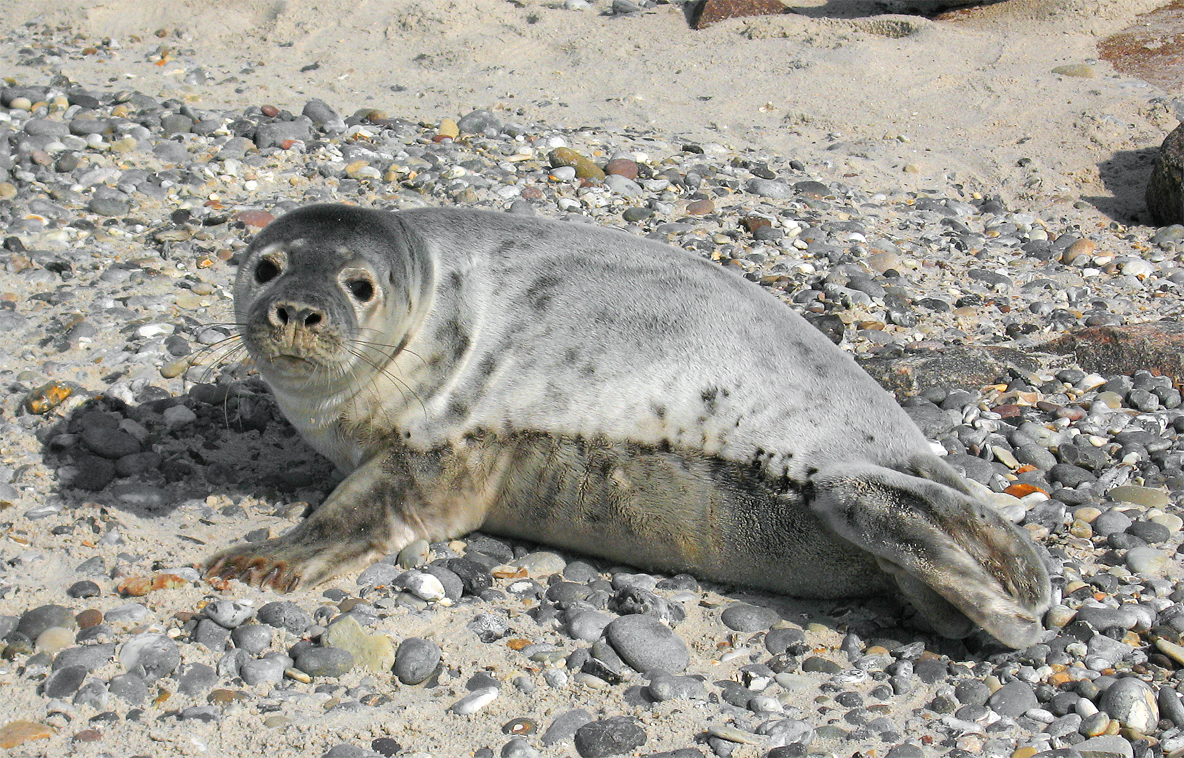
Wenige Wochen alte Kegelrobbe
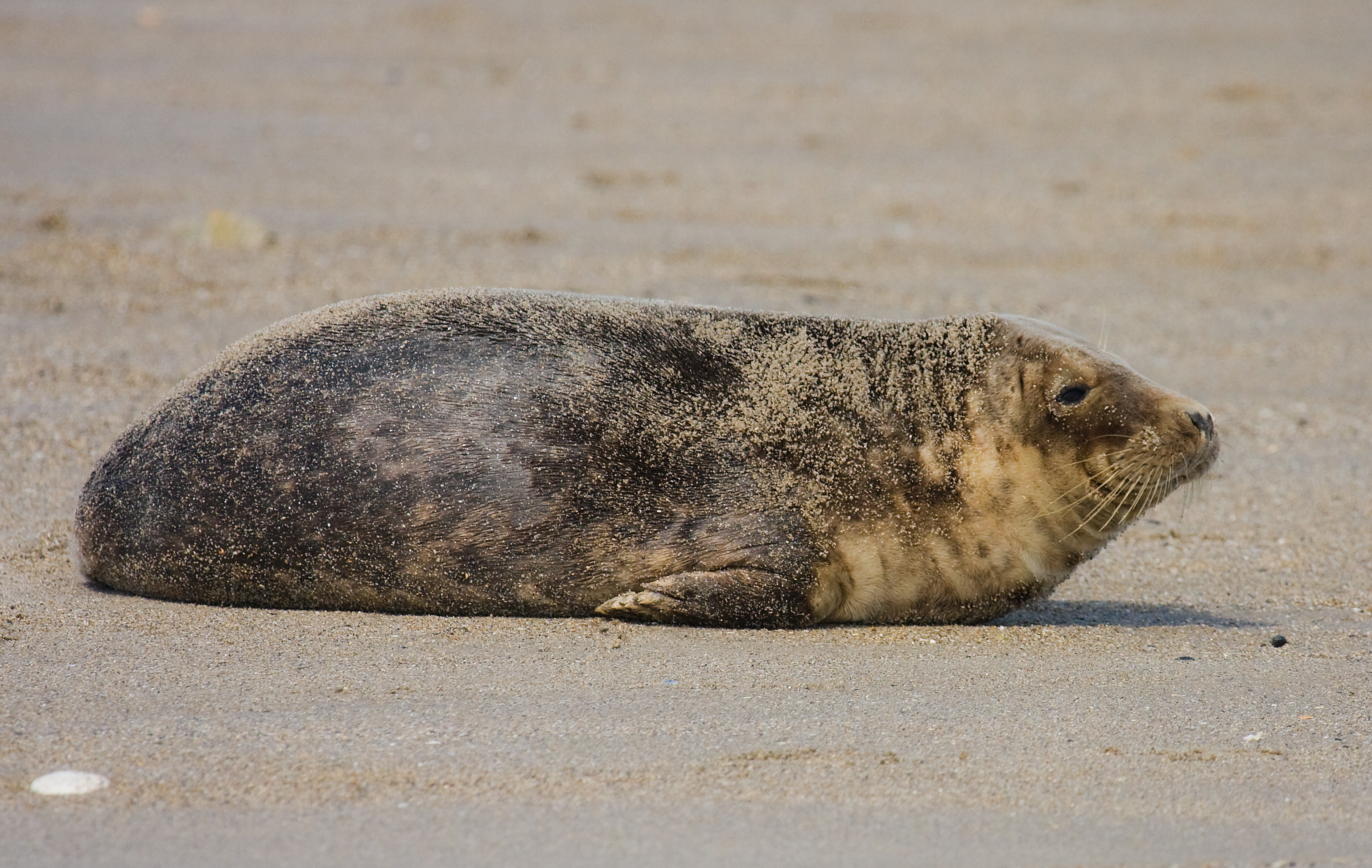
Vermutlich 5 Monate altes Männchen
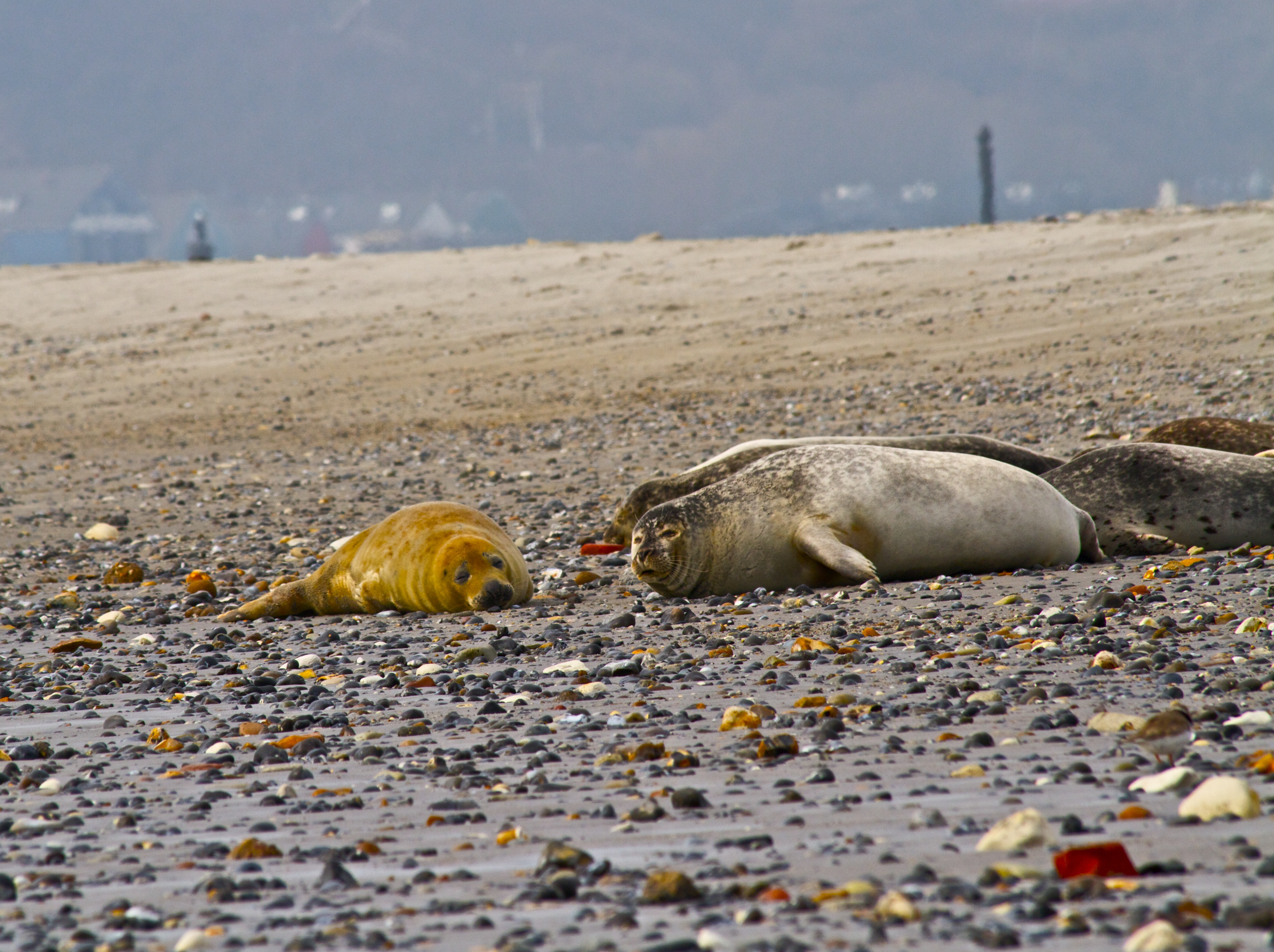
Links eine etwa einjährige Kegelrobbe im verschlissenen Fell, rechts ein Seehund
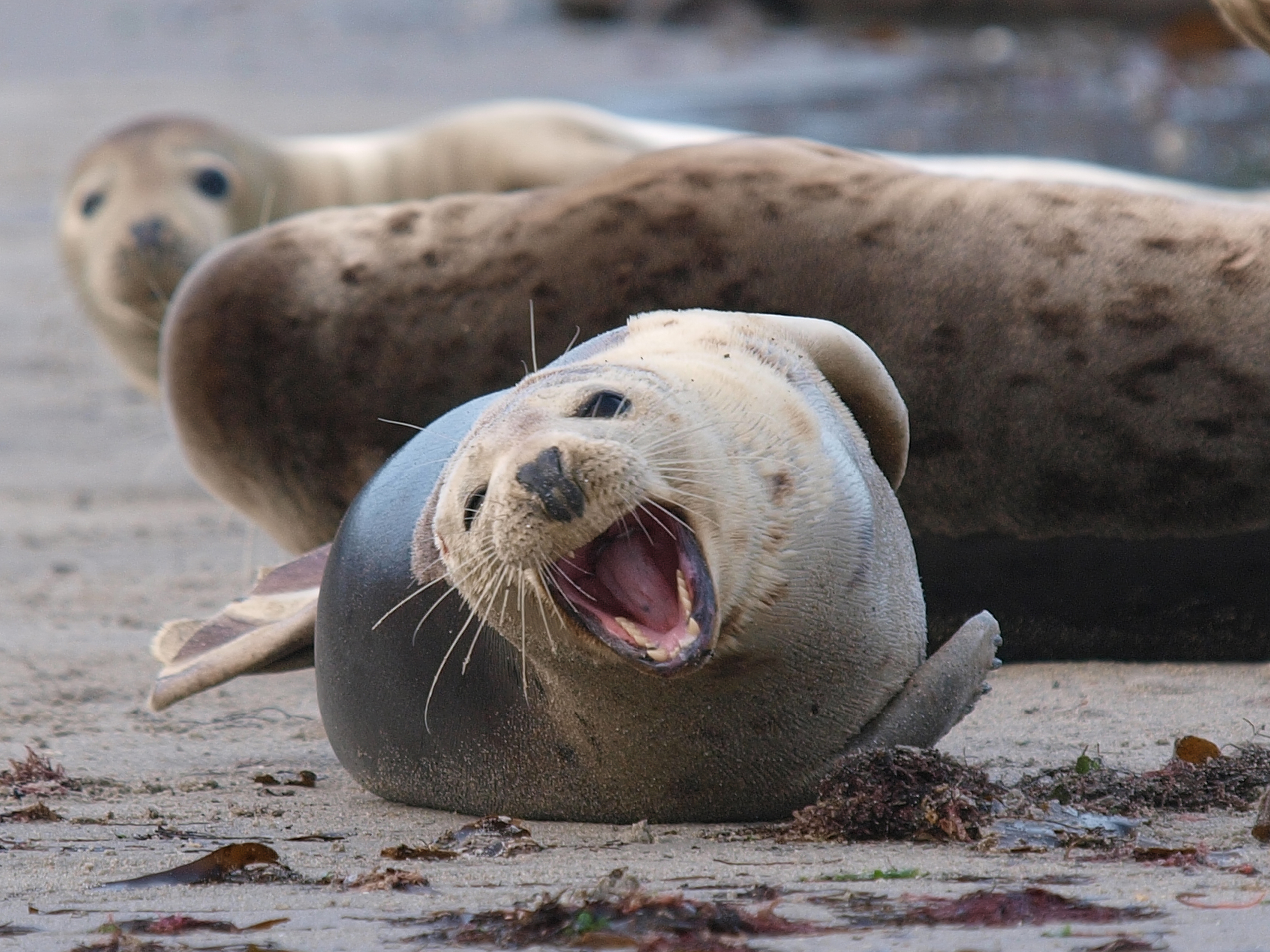
Gebiss der Kegelrobbe
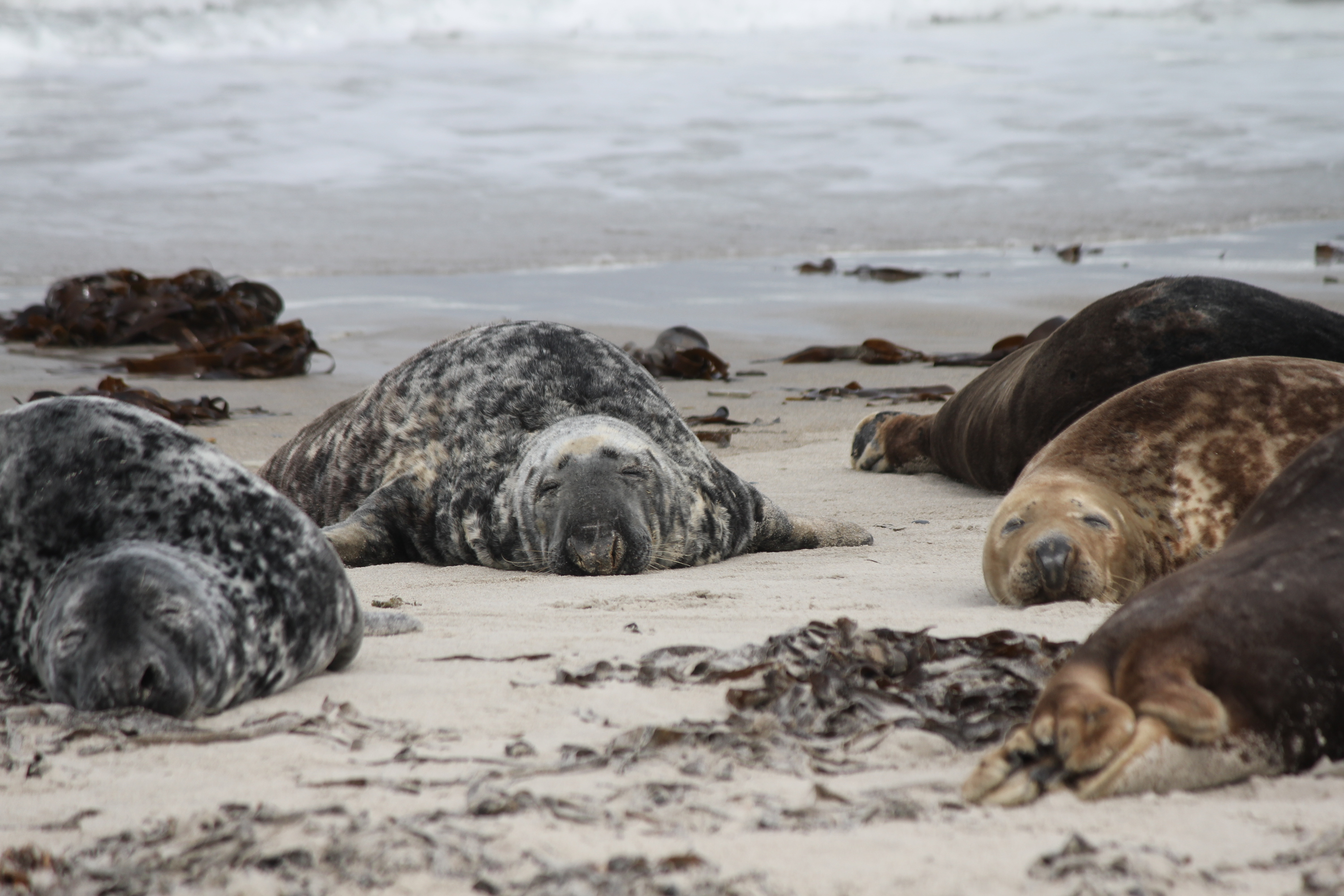
Weibliche (links) und männliche Kegelrobben (rechts)

## Verbreitung

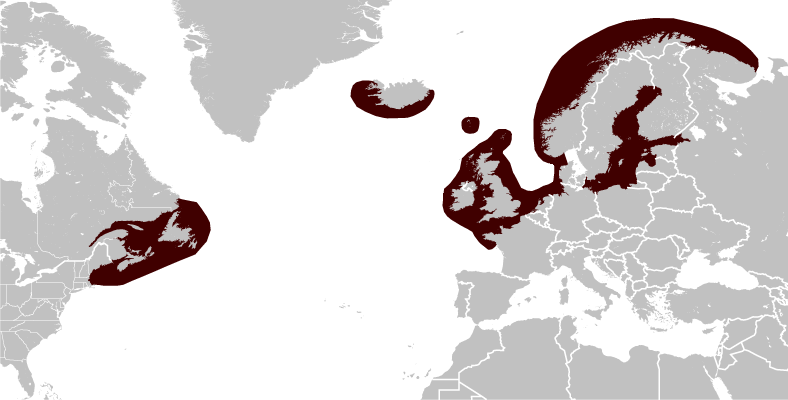
Vorkommen der Kegelrobbe (braun)

Kegelrobben treten in drei voneinander getrennten Populationen auf:
1. Die ostatlantischen Kegelrobben leben hauptsächlich an den Küsten Großbritanniens, Irlands, Nordfrankreichs, Islands und der Färöer, selten in der Nordsee oder Ostsee.
2. Die westatlantischen Kegelrobben leben an den kanadischen Küsten von Labrador, New Brunswick und Nova Scotia.
3. Die Ostsee-Kegelrobbe (H. g. balticus) gilt als eigenständige Unterart. Sie war früher in der gesamten Ostsee verbreitet, ist aber durch intensive Bejagung in die nördlichsten Teile (Küsten Schwedens, Finnlands, Lettlands und Estlands) zurückgedrängt worden. Inzwischen kommen aber öfter wandernde – zumeist jüngere – Kegelrobben an die Küsten Polens und Mecklenburg-Vorpommerns und sind regelmäßige Gäste im Nationalpark Vorpommersche Boddenlandschaft sowie dem Greifswalder Bodden, wo ein Bestand von mindestens 290 Tieren festgestellt wurde.[4]

### Kegelrobben im Wattenmeer
Im Wattenmeer gibt es mehrere Kolonien mit Jungenaufzuchten: eine bei der westfriesischen Insel Terschelling, auf der Kachelotplate westlich von Juist, eine weitere auf dem Jungnamensand, einer Sandbank westlich der nordfriesischen Insel Amrum. Seit dem Jahr 2001 gibt es auch auf der Düne bei Helgoland Jungenaufzuchten der Kegelrobbe; auch hier scheint sich eine Nordsee-Kolonie zu etablieren. Außerhalb der Fortpflanzungszeit halten sich die Robben dieser Kolonien an verschiedenen Orten innerhalb der Nordsee auf und vermischen sich dann auch mit Seehunden. Im Winter trifft man sie zum Beispiel im ostfriesischen Wattenmeer an.
Kegelrobben sind im Wattenmeer, verglichen mit Seehunden, echte Raritäten. Aus archäologischen Funden weiß man, dass noch im Mittelalter Kegelrobben und Seehunde gleichermaßen häufig waren, vielleicht sogar ein Übergewicht zugunsten der Kegelrobbe bestanden hat. Auf den Jagddruck, der durch Menschen auf die Robben ausgeübt wurde, reagierte die Kegelrobbe allerdings weit empfindlicher als der Seehund, so dass sie beinahe vollständig aus dem Wattenmeer verschwand.
Erst in der zweiten Hälfte des 20. Jahrhunderts erfolgte die allmähliche Rückkehr der Kegelrobben, die an felsigen und unzugänglichen Küsten der britischen Inseln überlebt hatten. Auch heute könnten nach der Einschätzung von Zoologen die Kegelrobben im Wattenmeer ohne beständigen Nachschub aus Großbritannien nicht überleben. Die Geburt junger Kegelrobben ist heute noch ein höchst seltenes Ereignis. Um den Nachwuchs vor neugierigen Wattwanderern zu schützen, versuchen die Mitarbeiter der Wattenmeer-Nationalparks, nach Möglichkeit alle bekannt gewordenen Jungtiere zu bewachen beziehungsweise ihre Liegeplätze abzusperren.

### Kegelrobben in der Ostsee
Dass es in der westlichen Ostsee bis vor wenigen Jahren, abgesehen von einigen verirrten Einzeltieren, keine Kegelrobben mehr gab, hängt mit einer Ausrottungskampagne des späten 19. und frühen 20. Jahrhunderts zusammen. Weil die Fischer der Küsten versicherten, dass wegen der Robben ihre Existenzgrundlage bedroht sei, wurde für jede getötete Robbe eine Prämie gezahlt. Bis 1930 wurden der Seehund und die Kegelrobbe in der westlichen Ostsee vollständig ausgerottet.
Von 1998 bis 2000 ließ das Bundesamt für Naturschutz eine Analyse durchführen, ob eine Wiedereinbürgerung der Kegelrobbe an deutschen Ostseeküsten möglich sei. Dass die Kegelrobben eigenständig zurückkehren, ist wegen des ungenügenden Populationsdrucks in ihrer jetzigen Heimat in der östlichen Ostsee nicht zu erwarten. Zahlreiche Küstenabschnitte wurden untersucht und mehrere potenzielle Liegeplätze ausgemacht, zum Beispiel die Halbinsel Wittow (Nord-Rügen) oder die Greifswalder Oie. Während die Fischer einer Wiederansiedlung weiterhin ablehnend gegenüberstehen, steht der größte Teil der ansässigen Bevölkerung dem Projekt wohlwollend entgegen. So stimmte die Gemeindevertretung von Altenkirchen im Oktober 2012 einer Wiederansiedlung zu und spekulierte bereits auf eine künftige Bekanntheit als Kegelrobben-Gemeinde Altenkirchen. Darüber hinaus gab es Pläne, die frühere Insel Stubber, die durch die Entnahme von Baumaterialien unter anderem für den Straßenbau in Greifswald nur noch bei Niedrigwasser erkennbar ist, durch das Auftragen von Sand wieder über den Wasserspiegel zu heben. Auf der existierenden Sandbank leben bereits seit Mitte der 2000er Jahre mehrere Kegelrobben. Trotzdem scheiterte ein Wiederansiedlungsprojekt bisher am Widerstand der Fischer.
2019 wurden wieder mehr als 38.000 Kegelrobben in der Ostsee gezählt.
Vor der Küste Estlands wurden bis Ende 2023 mehr als 6.300 Kegelrobben registriert – ein neuer Rekordwert.

## Lebensweise

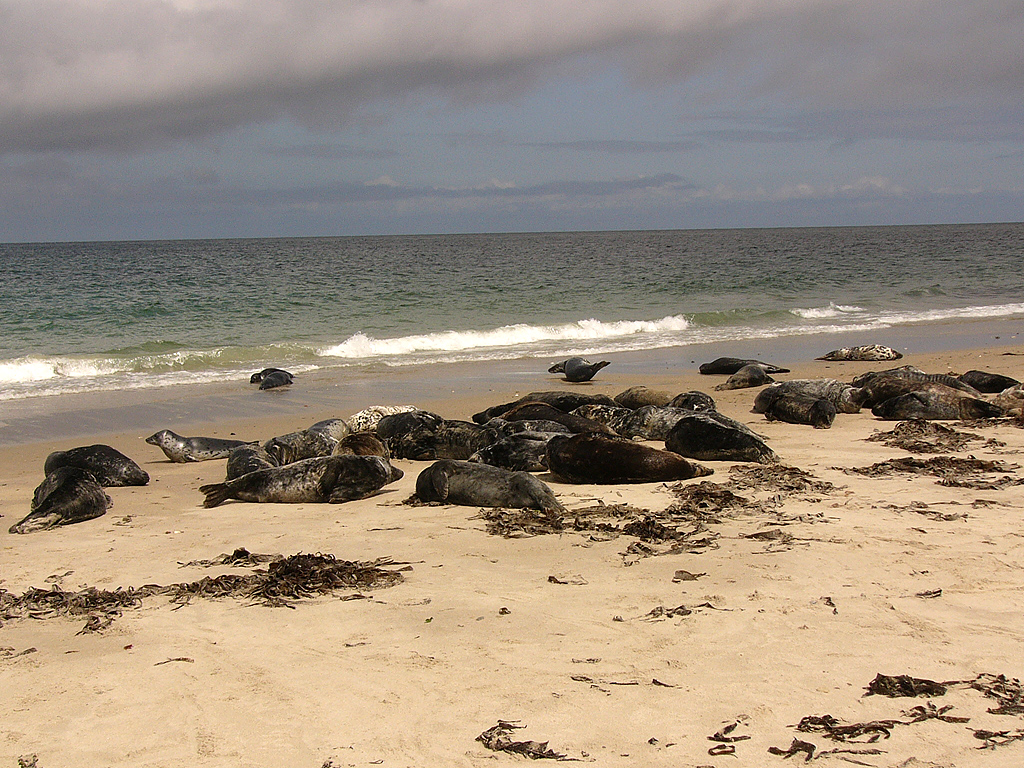
Kolonie; Helgoland Düne

Außerhalb der Fortpflanzungszeit wandern vor allem jugendliche Kegelrobben weit umher, kehren aber offensichtlich immer wieder zu denselben Fortpflanzungsstätten zurück. Bei ihren bis zu 20 Minuten dauernden Tauchgängen erreichen Kegelrobben Tiefen von 140 Meter und jagen nach Fischen. Jede ausgewachsene Kegelrobbe benötigt etwa zehn Kilogramm Fisch pro Tag. Zu den erbeuteten Fischen gehören Lachse, Dorsche, Heringe, Makrelen und Schollen. Es wurde auch beobachtet, dass Kegelrobben Schweinswale, junge Seehunde und Jungtiere der eigenen Art attackieren und fressen.
Zur Fortpflanzungszeit finden sich Kegelrobben an den Küsten zu kleinen Kolonien zusammen. Diese bestehen aus durchschnittlich sechs Weibchen und einem Männchen. Bei größeren Kolonien gibt es mehrere Männchen, die jeweils einen Harem zusammenzuhalten versuchen. Die erfolgreichen Männchen verteidigen bis zu zehn Weibchen mitsamt deren Jungen und paaren sich mit ihnen, sobald die Jungen entwöhnt sind. Dies geschieht, wenn die Jungen etwa vier Wochen alt sind.
Die Fortpflanzungszeit variiert mit dem Verbreitungsgebiet. Im Ostatlantik liegt sie zwischen September und Dezember, im Westatlantik im Januar und Februar. Die Ostsee-Kegelrobben werfen im Februar und März. Die Tragzeit beträgt elfeinhalb Monate. Geschlechtsreife wird mit vier bis fünf Jahren erreicht, Männchen sind aber vor ihrem achten Lebensjahr nicht stark genug, eine Gruppe von Weibchen zu bewachen. Die Lebenserwartung beträgt meistens zwanzig Jahre, in Ausnahmefällen über 45 Jahre.

## Parasiten
Die Kegelrobbe ist einer der Wirte für die Seehundlaus Echinophthirius horridus.

## Gefährdung und Schutz
Kegelrobben waren für Robbenjäger nur von geringem kommerziellen Interesse; viele wurden aber von Fischern getötet, die sie als Konkurrenz empfanden. Inzwischen sind sie in den meisten Ländern geschützt; die Bestände sind auf etwa 100.000 Kegelrobben im östlichen Atlantik angewachsen. 40 Prozent des weltweiten Kegelrobben-Bestands leben an den Küsten Großbritanniens.
Der Weltbestand der Kegelrobben wird von der Weltnaturschutzunion IUCN in ihrer Roten Liste mit „nicht gefährdet“ (Least Concern) angegeben. Die Bundesrepublik Deutschland stellt diese Robbenart in der nationalen Roten Liste in Kategorie 2 und beurteilt sie damit als sehr gefährdet. Das Land Schleswig-Holstein stellt sie in ihren Roten Listen als gefährdet dar; Mecklenburg-Vorpommern und Niedersachsen sehen sie als gefährdete Wandertiere ihrer Region.
Unter Schutz gestellt wird die Kegelrobbe durch die Berner Konvention des Europarates, die sie in Appendix III stellt und damit als streng geschütztes Wildtier kennzeichnet, das nur ausnahmsweise genutzt werden darf.
Die Europäische Union übernimmt diese Diktion über die Fauna-Flora-Habitat-Richtlinie Nr. 92/43/EWG bzw. der Neufassung Nr. 2006/105/EG, Anhang V. Zusätzlich wird die Kegelrobbe wie alle Arten der Gattung Phocidae in Anhang II gestellt, wodurch die Einrichtung von Schutzgebieten gefordert wird.
In der Bundesrepublik Deutschland wird die Robbenart im Bundesnaturschutzgesetz als besonders geschützt bezeichnet.
Insbesondere die Entwicklung bei der Unterart der Ostsee-Kegelrobben erregt Besorgnis. Am Ende der 1980er-Jahre war der Bestand auf 1500 Tiere gefallen. Neben der Verfolgung durch den Menschen kam als Ursache hier die Einleitung von Giften wie DDT hinzu. In den 1990er-Jahren begann der Bestand in der Ostsee durch strenge Schutzmaßnahmen und geringeren Verschmutzungsgrad wieder anzusteigen. Im Jahr 2000 gab es in den nördlichen und östlichen Bereichen der Ostsee wieder etwa 15.000 Kegelrobben. Aufgrund einer durchschnittlichen Bestandsvergrößerung von 8 % pro Jahr wurde die Population 2005 auf 22.000 Exemplare geschätzt. An mehreren Stellen wurden Schutzzonen eingerichtet, bei denen absolutes Besuchsverbot besteht. In Schweden und Finnland kommt es fortwährend zu Problemen bei Fischern, deren Reusen durch Kegelrobben beschädigt werden. Die jährlichen Verluste werden allein in Schweden auf 50 Millionen Kronen beziffert. Deshalb erlaubten die Naturschutzbehörden dieser Länder eine begrenzte Kegelrobbenjagd von jährlich etwa 200 Tieren.
Zusätzlich zu den Schutzbestimmungen der Nominatart wird die Unterart der Ostsee-Kegelrobbe durch Listung in Anhang II der Bonner Konvention CMS, dem Übereinkommen zur Erhaltung der wandernden wild lebenden Tierarten, unter Schutz gestellt. Hier wird festgehalten, dass zur Erhaltung der Art internationale Zusammenarbeit erforderlich ist.